# British Home Championship 1949/1950
British Home Championship 1949/1950 – 55. edycja turnieju piłkarskiego British Home Championship, pomiędzy narodowymi reprezentacjami z Wielkiej Brytanii, przeprowadzona w latach 1949-1950, w której uczestniczyły cztery drużyny: Anglia, Szkocja, Walia i Irlandia Północna. Wszystkie spotkania tego turnieju były jednocześnie meczami eliminacyjnymi do mistrzostw świata 1950 w grupie 1. Zwycięzcą została Anglia.

## Tabela końcowa
| Poz | Zespół         | Pkt | M | W | R | P | Br+ | Br- | +/- |
| --- | -------------- | --- | - | - | - | - | --- | --- | --- |
| 1   | Anglia         | 6   | 3 | 3 | 0 | 0 | 14  | 3   | +11 |
| 2   | Szkocja        | 4   | 3 | 2 | 0 | 1 | 10  | 3   | +7  |
| 3   | Walia          | 1   | 3 | 0 | 1 | 2 | 1   | 6   | -7  |
| 4   | Irlandia (IFA) | 1   | 3 | 0 | 1 | 2 | 4   | 17  | -13 |

## Wyniki
| 1 października 1949 | Irlandia (IFA) · Sammy Smyth 50', 59' | 2:8(0:5) | Szkocja · 2', 70', 88' Henry Morris · 5', 31' (k) Willie Wadell · 23' Billy Steel · 24' Lawrie Reilly · 80' Jimmy Mason | Windsor Park, Belfast Widzów: 50 000 Sędzia: Reginald Mortimer |
|                     |                                       |          | |                                                                |

| 15 października 1949 | Walia · Mal Griffiths 80' | 1:4(0:3) | Anglia · 22' Stan Mortensen · 29', 34', 66' Jackie Milburn | Ninian Park, Cardiff Widzów: 61 079 Sędzia: Jack Mowatt |
|                      |                           |          |                                                            |                                                         |

| 9 listopada 1949 | Szkocja · John McPhail 25' · Alexander Linwood 78' | 2:0(1:0) | Walia | Hampden Park, Glasgow Widzów: 73 782 Sędzia: SK Law |
|                  |                                                    |          |       |                                                     |

| 16 listopada 1949 | Anglia · Jack Rowley 6', 47', 56', 58' · Jack Froggatt 25' · Stan Pearson 33', 68' · Stan Mortensen 35', 50' | 9:2(4:0) | Irlandia (IFA) · 55' Sammy Smyth · 75' Bobby Brennan | Maine Road, Manchester Widzów: 69 762 Sędzia: Mervyn Griffiths |
|                   | |          |                                                      |                                                                |

| 8 marca 1950 | Walia | 0:0 | Irlandia (IFA) | Racecourse Ground, Wrexham Widzów: 30 000 Sędzia: Reginald Leafe |
|              |       |     |                |                                                                  |

| 15 kwietnia 1950 | Szkocja | 0:1(0:0) | Anglia · 64' Roy Bentley | Hampden Park, Glasgow Widzów: 133 300 Sędzia: Reginald Leafe |
|                  |         |          |                          |                                                              |